# Juan José Sanz Aparicio
Juan José Sanz Aparicio (Sevilla, siglo XX)es un diplomático español. Es el Embajador de España en Serbia (desde noviembre de 2023).

## Biografía
Tras licenciarse en Derecho en la Universidad de Sevilla ingresó en la Escuela diplomática (1995). Ha estado destinado en las representaciones diplomáticas españolas en Harare, Estocolmo y Praga;y en los consulados de España en Agadir (cónsul) y Fráncfort (cónsul general).
En el Ministerio de Asuntos Exteriores formó parte de la Dirección General de Protocolo, Cancillería y Órdenes, seguidamente fue consejero en la Asesoría Jurídica Internacional, subdirector general de Asuntos de Justicia e Interior de la Unión Europea y subdirector general jefe de la Oficina de Asuntos de Gibraltar (2008-2011). En aquél momento mantuvo reuniones con los alcaldes del Campo de Gibraltar para hacer un seguimiento del Foro Tripartito entre España, Reino Unido y Gibraltar respecto al Brexit.Ha formado parte de distintos equipos jurídicos españoles en diversos procedimientos judiciales ante la Corte Internacional de Justicia en La Haya o el Tribunal de Justicia de la Unión Europea en Luxemburgo.
Es Embajador de España ante la República de Serbia (desde noviembre de 2023).